# Nova Laranjeiras
Nova Laranjeiras là một đô thị thuộc bang Paraná, Brasil. Đô thị này có diện tích 1145,485 km², dân số năm 2007 là 11598 người, mật độ 9,5 người/km².